# Diffusione dell'aikido nel mondo
Il Fondatore dell'aikido, Morihei Ueshiba, non designò esplicitamente un suo successore e quindi la sua eredità spirituale fu di fatto già raccolta dal figlio Kisshomaru fin da quando il padre era ancora in vita.

Fu proprio il Doshu Kisshomaru Ueshiba, che coordinava il Dojo paterno già fin dai tempi della prima fase evolutiva del Budo del Fondatore, ad assumere il ruolo di custode e garante del messaggio spirituale che il Fondatore aveva inteso rivolgere alla società giapponese ed al mondo intero e fu anche il primo codificatore del bagaglio tecnico e conseguentemente della didattica dell'aikido.

L'aikido quindi si sviluppò fino al periodo postbellico esclusivamente nel Giappone per l'opera prevalente del Fondatore stesso che compiva frequenti viaggi proprio allo scopo di presentare lui stesso di persona i risultati del suo ultradecennale studio del Budo ed il frutto delle sue intuizioni.

In quest'opera di divulgazione il Fondatore era sostenuto all'interno dell'Hombu Dojo della Fondazione Aikikai dal figlio Kisshomaru ed all'esterno dai suoi allievi più zelanti che si prodigavano anche loro in vari Dojo disseminati sul territorio nazionale, ma restando sempre nell'alveo didattico tracciato dal Doshu e sotto l'egida della Fondazione Aikikai, in quanto tutti indistintamente si riconoscevano nell'insegnamento del Fondatore di cui costituivano un'unica espressione che testimoniavano anche all'esterno dell'Hombu Dojo.

## Il lignaggio dell'aikido in Giappone: gli allievi diretti del Fondatore
Si possono individuare quattro generazioni di allievi diretti del Fondatore, suddividendo l'evoluzione storica dell'aikido in differenti quattro periodi scanditi dagli eventi della seconda guerra mondiale: periodo anteguerra (~1921/1935), bellico (~1936/1945), postbellico (~1946/1955) e contemporaneo (~1956/1969).
La tabella sottostante riporta un elenco, non esaustivo, degli allievi diretti del Fondatore, ripartiti nei quattro principali periodi storici dell'evoluzione dell'aikido.

| 1ª generazione (anteguerra ~1921/1935) | 2ª generazione (periodo bellico ~1936/1945) | 3ª generazione (periodo postbellico ~1946/1955) | 4ª generazione (attuale ~1956/1969) |
| --- | --- | --- | --- |
| - Zenzaburo Akazawa (nato nel 1920) aikido dal 1933 - Masahiro Hashimoto (nato nel 1910) aikido dal 1931 - Takuma Hisa (1895–1980) aikido dal 1934 - Noriaki Inoue (1902–1994) aikido dal c.1921, nipote di Morihei Ueshiba - Ikkusai Iwata (nato nel 1909) aikido dal 1930, 9º dan Aikikai - Hisao Kamada (1911–1986) aikido dal 1929 - Minoru Mochizuki (1907–2003) aikido dal 1930, 10º dan (conferitogli dalla Federazione Internationale di Arti Martiali) - Aritoshi Murashige (1895–1964) aikido dal 1931 - Gozo Shioda (1915–1994) aikido dal 1932, fondatore dello Yoshinkan Aikido - Rinjiro Shirata (1912–1993) aikido dal 1933, 9º dan - Isamu Takeshita (1869–1949) aikido dal 1925 - Kenji Tomiki (1900–1979) aikido dal 1926, fu il primo 8º dan di aikido rilasciato nel 1942. - Shigemi Yonekawa (1910–2005) aikido dal 1933 - Tsutomu Yukawa (1911–1942) aikido dal 1931 | - Tadashi Abe (1926–1984) aikido dal 1942, 6º dan - Minoru Hirai (1903–1998) aikido dal 1939, fondatore della scuola Korindo. - Kisaburo Osawa (1911–1991) aikido dal 1941, 9º dan - Kanshū Sunadomari (nato nel 1923) aikido dal 1942, 9º dan - Bansen Tanaka (1912–1988) aikido dal 1936, 9º dan - Saburo Tenryū (1903–1989) aikido dal 1939, anche famoso lottatore di Sumo - Koichi Tohei (nato nel 1920) aikido dal 1939, l'unico ad aver ricevuto il 10º dan da Ueshiba certificato dall'Aikikai; fondatore della scuola Shin Shin Toitsu Aikido - Michio Hikitsuchi (1923–2004) aikido dal 1937, 8º dan (il 10º dan gli fu manifestato da Ueshiba solo verbalmente ma non fu ratificato dall'Aikikai), fonda nel 1951 lo Shingu Kumano Juku quando era ancora 7º dan | - Seiseki Abe (nato nel 1915) aikido dal 1952, 8º dan (il 10º dan gli fu manifestato da Ueshiba solo verbalmente ma non fu ratificato dall'Aikikai - Sadateru Arikawa (1930–2003) aikido dal 1947, 9º dan - Hiroshi Kato (nato nel 1935) aikido dal 1954, 8º dan - Hirokazu Kobayashi (1929–1998) aikido dal 1955, 8º dan, fondatore del Kobayashi Aikido - Yasuo Kobayashi (nato nel 1936) aikido dal 1954, 8º dan - Yoshio Kuroiwa (nato nel 1932) aikido dal 1954, 6º dan - Mutsuro Nakazono (nato nel 1918) 7º dan - Shoji Nishio (1927–2005) aikido dal 1951, 8º dan - André Nocquet (1914–1999) aikido dal 1955, 8º dan, fu il primo uchideshi europeo - Masamichi Noro (1935 - 2013) aikido dal 1955, 6º dan, fondatore della scuola kinomichi - Morihiro Saito (1928–2002) aikido dal 1946, 9º dan, fondatore della scuola Takemusu Aiki Iwama-ryu - Mitsugi Saotome (nato nel 1937) aikido dal 1955 - Hiroshi Tada (nato nel 1929) aikido dal 1950, 9º dan, fondatore della scuola Aikido Tada Juku e del metodo Kinorenma - Nobuyoshi Tamura (1933-2010) aikido dal 1953, 8º dan - Seigo Yamaguchi (1924–1996) aikido dal 1951, 8º dan | - Kazuo Chiba (nato nel 1940) aikido dal 1958, 8º dan - Terry Dobson (1938–1992) aikido dal 1960, 5º dan - Seishiro Endo (nato nel 1942) aikido dal 1964, 8º dan - Robert Frager (nato nel 1940) aikido dal 1964, 7º dan - Gaku Homma (nato nel 1950) fondatore del Nippon Kan fu l'ultimo uchideshi di Ueshiba prima della sua morte - Norihiko Ichihashi (1940–2001) aikido dal 1960, 8º dan - Shizuo Imaizumi (nato nel 1938) aikido dal 1959, 7º dan - Mitsunari Kanai (1939–2004) aikido dal 1959, 8º dan - Yutaka Kurita (nato nel 1940) aikido dal 1959, 6º dan - Koretoshi Maruyama (nato nel 1936) aikido dal 1954, fondatore della scuola Aikido Yuishinkai International - Shuji Maruyama (nato nel 1940) aikido dal 1959, 6º dan, fondatore del Kokikai - Seijuro Masuda (nato nel 1936) aikido dal 1962, 8º dan - Robert Nadeau (nato nel 1937) aikido dal 1962, 7º dan - Kenji Shimizu (nato nel 1940) aikido dal 1963, 8º dan - Roy Suenaka (nato nel 1940) aikido dal 1961, 8º dan - Seiichi Sugano (1939-2010) aikido dal 1959, 8º dan - Morito Suganuma (nato nel 1942) aikido dal 1964, 8º dan - Akira Tohei (1929–1999) aikido dal 1956, 8º dan - Takeji Tomita (nato nel 1942) aikido dal 1961, 7º dan, fondatore del Tomita Takemusu Aiki - Yoshimitsu Yamada (nato nel 1938) aikido dal 1956, 8º dan |

Mentre le prime due generazioni di aikidoisti erano state rigorosamente selezionate dal Fondatore fra persone particolarmente dotate nelle arti marziali e quindi gli allievi erano pochi e praticavano in stretta sinergia con il Fondatore, con il passare del tempo ed il rapido ampliarsi del numero delle persone che erano accettate all'Hombu Dojo in qualità di allievi ("uchideshi" o "sotodeshi"), la pratica era sempre più mediata dapprima dal Doshu, il figlio Kisshomaru che di fatto prevalentemente conduceva le lezioni all'Hombu Dojo e con l'andare del tempo anche da altri allievi diretti del Fondatore che a loro volta si prodigavano nell'insegnamento all'interno ed all'esterno dell'Hombu Dojo.

Furono quindi molto pochi gli allievi diretti del Fondatore che, abbandonando completamente ogni altra precedente pratica di arti marziali differenti dall'aikido, si dedicarono totalmente ed esclusivamente a ricercare la propria realizzazione spirituale attraverso la "Via dell'Aiki" percorsa dal Fondatore, rendendosi a loro volta capostipiti di proprie autonome scuole e stili personali di aikido.

## Ramificazione del lignaggio in differenti stili e scuole personali
Fra coloro che maggiormente si distinsero per aver generato un proprio personale sistema didattico dell'aikido quale frutto della propria personale evoluzione e maturazione degli insegnamenti ricevuti da Ueshiba Morihei, particolare rilievo hanno le seguenti scuole:

| Data inizio | Nome del fondatore | Nome della Scuola                                  | Principali aree di sviluppo nel mondo                                        |
| ----------- | ------------------ | -------------------------------------------------- | ---------------------------------------------------------------------------- |
| ~1954       | Minoru Hirai       | Korindo Aikido                                     | Giappone                                                                     |
| ~1955       | Gozo Shioda        | Yoshinkan Aikido                                   | Giappone, Asia, U.S.A, Canada, Europa, Australia, Brasile,                   |
| ~1970       | Morihiro Saito     | Takemusu Aiki Iwama Ryu                            | Giappone, U.S.A., Asia, Europa, Oceania                                      |
| ~1971       | Koichi Tohei       | Shin Shin Toitsu Aikido Ki-Aikido Ki No Kenkyu Kai | Giappone, Hawaii, U.S.A., Canada, Sud America, Asia, Russia, Europa, Oceania |
| ~1975       | Hiroshi Tada       | Kinorenma                                          | Giappone, Italia, Europa                                                     |
| ~1976       | Shuji Maruyama     | Kokikai Aikido                                     | Giappone, U.S.A., Canada, Australia, Israele                                 |
| ~1978       | Gaku Homma         | Aikido Nippon Kan                                  | U.S.A.                                                                       |
| ~1979       | Masamichi Noro     | Kinomichi Aikido                                   | Europa, Brasile, Messico, Tunisia                                            |
| ~1998       | Hirokazu Kobayashi | Kobayashi Aikido                                   | Giappone, Europa                                                             |
| ~1992       | Takeji Tomita      | Takemusu Aiki Tomita Academy                       | Giappone, Europa, Russia                                                     |
| ~1996       | Koretoshi Maruyama | Aikido Yuishinkai International                    | Giappone, USA, Asia, Europa, Oceania, Sud America, Iran                      |

Ad eccezione delle scuole Kinorenma Aikido Tada Juku di Hiroshi Tada, della scuola Takemusu Aiki Iwama Ryu di Morihiro Saito, della scuola Kinomichi Aikido di Masamichi Noro ed ovviamente della scuola dell'Hombu Dojo facente capo all'Aikikai Foundation diretta fino al 4 gennaio 1999 dal secondo Doshu Kisshomaru Ueshiba, figlio del Fondatore e dopo tale data dall'attuale (anno 2008) terzo Doshu Moriteru Ueshiba, nipote del Fondatore, tutte le altre scuole degli stili personali di aikido fondati dagli allievi diretti di Morihei Ueshiba, fin dalla loro nascita si resero indipendenti ed autonome dall'Aikikai Foundation.
Nell'anno 2008 l'Aikikai Foundation resta comunque ancora la maggiore federazione aikidoistica del mondo e nel suo seno conta il numero più elevato di nazioni con organizzazioni che aderiscono alla sua politica aikidoistica e che riconoscono la sua autorità didattica esercitata dal Doshu dell'Hombu Dojo Aikikai attraverso i propri istruttori ufficiali a tale scopo designati.
La qualità di "Doshu", cioè quella di guida spirituale e direttore didattico dell'aikido, è una carica plenipotenziaria di tipo ereditario che si trasmette da padre in figlio a prescindere dagli effettivi meriti aikidoistici e pertanto detta carica potrà solo e sempre appartenere esclusivamente ad un membro della discendenza maschile della famiglia Ueshiba: è solamente il Doshu che nell'Aikikai Foundation ha l'autorità, pienamente discrezionale, di certificare i gradi aikidoistici che gli vengono sottoposti per essere conferiti agli aikidoisti facenti parte ad una delle varie organizzazioni aderenti all'Aikikai Foundation.

## Organizzazioni internazionali per la diffusione dell'aikido
La scuola "Aikikai So Hombu" non è la sola organizzazione giapponese che diffonda nel mondo la pratica e l'insegnamento dell'aikido, pur essendo stata l'unica ad essere ufficialmente riconosciuta dal Governo giapponese allorché il riferimento dell'aikido era costituito dal suo Fondatore, Ueshiba Morihei, il quale svolgeva la sua pratica all'interno di detta scuola.
Esistono in Giappone e nel mondo numerose scuole di aikido fondate da alcuni degli allievi diretti del fondatore (vedi tabella) che si sono affermate in modo crescente ed oggi (anno 2008) rappresentano realtà aikidoistiche importanti, se non per numero di praticanti, per la qualità dell'insegnamento e del livello tecnico della loro pratica.
Fino all'ottobre del 2003 era chiaramente visibile la separazione fra la pratica dell'aikido, maggioritaria nel mondo, svolta sotto il controllo dell'Aikikai Foundation e la pratica svolta dalle altre varie scuole di aikido secondo gli stili personali di quegli allievi diretti del Fondatore che, dopo la sua morte, avevano proseguito il loro percorso di realizzazione aikidoistica in modo indipendente ed autonomo.
Il nuovo millennio vede la scissione della scuola Takemusu Aiki Iwama Ryu in due tronconi, uno dei quali rimase sotto il pieno controllo dell'Aikikai Foundation e l'altro si pose invece al di fuori di esso, proseguendo in modo del tutto indipendente ed autonomo.
È il primo caso in cui la scuola di uno degli allievi diretti del Fondatore mantiene una parte di essa sotto il controllo dell'Aikikai Foundation nel separarsi da essa.

### Anno 1974: Ki no Kenkyukai 気の研究会
È la federazione che raccoglie nel mondo gli aikidoisti che seguono la scuola del M° Koichi Tohei e praticano il suo stile e metodo personale: lo Shin Shin Toitsu Aikido. Il M° Tohei fu l'unico fra gli allievi diretti di Morihei Ueshiba ad aver ricevuto dal Fondatore il grado di 10° dan ed averlo avuto ratificato ufficialmente dall'Aikikai Foundation.
La Ki no Kenkyukai era già nata in Giappone nell'anno 1971, un paio d'anni dopo la morte di Morihei Ueshiba, il fondatore dell'aikido, quando il Doshu Kisshomaru Ueshibacon l'appoggio del M°Kisaburo Osawaproibì al M°Tohei, sebbene questi occupasse la posizione di capo del corpo insegnanti dell'Aikikai Foundation, di introdurre presso l'Hombu Dojo Aikikai di Tokyo la propria specifica didattica.
Il M° Tohei accettò di buon grado questa imposizione e si organizzò diversamente per impartire questo suo specifico insegnamento ai propri allievi e con il consenso e l'autorizzazione del Doshu Kisshomaru Ueshiba e del M° Osawa, creò separatamente questa sua scuola.
Fu solamente nel 1974 che, a seguito della crescente ostilità dei vertici dell'Hombu Dojo Aikikai verso la diffusione della didattica del M°Tohei, quest'ultimo si vide costretto a separarsi dall'Aikikai Foundation al fine di poter continuare la sua opera di insegnamento.
Fu in tale circostanza che il M° Tohei denominò in modo diverso lo stile di aikido della propria scuola personale definendolo Shin Shin Toitsu Aikido, da quel momento identificato in tutto il mondo anche brevemente come "Ki AIkido".
La Ki no Kenkyukai si diffuse subito velocemente sia in Giappone sia negli U.S.A. e nelle isole Hawaii che per prime erano state il quartier generale del proselitismo del M° Tohei all'estero. Attualmente (anno 2008) conta una poderosa organizzazione in Giappone e nel mondo, con una particolare diffusione nel continente americano.

### Anno 1975: I.A.F. (International Aikido Federation)
- Anno 1974 - In Giappone viene deliberata dall'Aikikai Foundation la decisione di dare avvio alla costituzione della Federazione Internazionale d'Aikido.  Nel novembre dello stesso anno il Doshu Kisshomaru Ueshiba si reca in Francia dove ne avviene la regolare formalizzazione.
- Anno 1976 - In Spagna, a Madrid, si tiene una riunione del consiglio I.A.F. in cui si gettano le basi statutarie e si fissano le regole e gli obiettivi della federazione. L'Aikikai d'Italia designa la cintura nera italiana Giorgio Veneri a rappresentarla. Nello stesso anno si tiene a Tokyo il primo congresso della I.A.F. con la partecipazione di oltre 400 delegati da 29 nazioni.
- Anno 1982 - la cintura nera italiana Giorgio Veneri è eletto Presidente del comitato direttivo della I.A.F.; manterrà la carica fino al 1994, dopodiché continuerà a rimanere membro del comitato.
- La I.A.F. è un membro della A.G.F.I.S. (Association Générale des Fédérations Internationales de Sports), anche denominata G.A.I.S.F. (General Association of International Sports Federations) che raggruppa e coordina le attività di tutte le più importanti federazioni internazionali degli sport riconosciuti dal Comitato Olimpico Internazionale.
- La carica di Presidente della I.A.F. è fissata dallo statuto nella persona del Doshu il quale resta in carica a vita. Attualmente (2008) è Presidente il nipote diretto del Fondatore, "Moriteru Ueshiba".
- La gerarchia immediatamente sottostante al Presidente è formata dal Consiglio Superiore e dal Consiglio Tecnico, le cui cariche non sono elettive ma designate dal Presidente per entrambi gli organi collegiali. Esiste anche un organo dirigente, il Comitato Direttivo, le cui cariche sono elettive.
- Estensione della I.A.F. nel mondo, in rappresentanza della scuola Aikikai So Hombu (il quartier generale dell'Aikikai Foundation)[1]

(elenco aggiornato ad agosto 2008)

| Paese               | Nome dell'organizzazione                                           |
| ------------------- | ------------------------------------------------------------------ |
| Argentina           | Associacion Argentina de Aikido                                    |
| Australia           | Aikikai Australia National Aikido Association                      |
| Belgio              | Belgian Aïkikaï                                                    |
| Brasile             | Federacao Paulista de Aikido                                       |
| Bulgaria            | Bulgarian Aikido Federation                                        |
| Cile                | Federacion Deportiva Chilena de Aikido - Aikikai Chile             |
| Cina                | Hong Kong Aikido Association Ltd                                   |
| Rep. Ceca           | Czech Aikido Association - Aikikai of Czech Rep.                   |
| Finlandia           | Suomen Aikidoliitto - Finland Aikikai                              |
| Francia             | Fédération Francaise d'Aïkido Aïkibudo et Affinitaires             |
| Germania            | Deutschland                                                        |
| Lussemburgo         | Federation Luxembourgeoise des Arts Martiaux                       |
| Indonesia           | Yayasan Indonesia Aikikai                                          |
| Italia              | Associazione di Cultura Tradizionale Giapponese - Aikikai d'Italia |
| Giappone            | All-Japan Aikido Federation                                        |
| Libano              | Lebanese Aikido Federation                                         |
| Macao               | Associacao de Aikido de Macau - Aikikai Macau                      |
| Malaysia            | Aikikai Malaysia                                                   |
| Messico             | Federacion Mexicana de Aikido, A.C.                                |
| Monaco              | Association Sportive de Monaco - Aikido                            |
| Marocco             | Fédération Royale Marocaine de Judo AIKIDO et AMA                  |
| Paesi Bassi         | Nederlandse Aikikai Federatie                                      |
| Nuova Zelanda       | New Zealand Aikido Federation                                      |
| Norvegia            | Norges Aikidoforbund / Norwegian Aikido Federation                 |
| Paraguay            | Asociacion Paraguaya de Aikido                                     |
| Filippine           | Pilipinas Aikido Propagation Association                           |
| Polonia             | Polska Federacja Aikido                                            |
| Portogallo          | Federacao Portuguesa de Aikido                                     |
| Irlanda             | Irish Aikido Federation                                            |
| Sudafrica           | Aikido Federation of South Africa (AFSA)                           |
| Russia              | Aikido Aikikai Federation of Russia                                |
| Scozia              | Scottish Aikido Federation                                         |
| Serbia e Montenegro | Aikido Federation of Serbia and Montenegro - Aikikai SCG           |
| Singapore           | Aikikai Singapore                                                  |
| Slovacchia          | Slovak Aikido Association - Aikikai Slovakia                       |
| Svezia              | Svenska Budo & Kampsportsförbundet, aikidosektionen                |
| Svizzera            | Association Culturelle Suisse d'Aikido, Aikikai Suisse             |
| Taiwan              | Republic of China Aikido Association (R.O.C.A.A.)                  |
| Thailandia          | Aikido Association of Thailand                                     |
| Regno Unito         | British Aikido Federation                                          |
| Stati Uniti         | United States Aikido Federation                                    |
| Uruguay             | Federacion Uruguaya de Aikido - Aikikai Uruguay                    |

### Anno 1998: "K.A.K.K.H.H." (Kokusai Aikido Kenshukai Kobayashi Hirokazu Ha)
Nel gennaio 1998 nasce la K.A.K.K.H.H., l'organizzazione internazionale voluta da Hirokazu Kobayashi per l'insegnamento e la diffusione della sua scuola personale d'Aikido nel mondo.
Oltre al M° Kobayashi ne sono soci fondatori i suoi allievi diretti: Cognard André, Salvadego Paolo, Maccario André, Oeschläger Walter, Huet Frédéric, Giraud Jean Pierre.
Per volontà del M° Kobayashi assume da direzione della neonata associazione la cintura nera francese André Cognard.

### Anno 2001: T.A.A. (Takemusu Aikido Association)
All'inizio del nuovo millennio il Takemusu Aiki Iwama Ryu, la scuola dello stile personale del M° Morihiro Saito, aveva raggiunto un'estensione di livello internazionale e si era particolarmente strutturata in organismi sovranazionali nei paesi anglosassoni, come la Gran Bretagna e gli U.S.A.
Nell'anno 2001 un gruppo di cinture nere americane, allievi diretti del M° Saito, ebbero l'iniziativa di costituire una federazione internazionale che raccogliesse tutte le realtà nazionali della pratica di questa scuola esistenti nel mondo.
A tal fine rivolsero la loro richiesta direttamente al M° Saito ottenendo la sua autorizzazione, a cui il maestro fece seguire l'immediato riconoscimento ufficiale a costituzione avvenuta.
Nacque così la T.A.A. (Takemusu Aikido Association) di cui fu presidente la cintura nera americana il Sig. Bill Witt, un californiano di Palo Alto fedele allievo del M° Saito fin dal 1967.
Il M° Saito per tutta la sua vita non volle mai separare la propria scuola dall'Aikikai Foundation e pertanto volle che anche la T.A.A. si collocasse fedelmente sotto il controllo dell'Hombu Dojo Aikikai.

### Anno 2003: Ki no Kenkyukai Association Internationale
La Ki no Kenkyukai del Giappone (anche denominata Ki Society), la federazione del M° Koichi Tohei, subì il suo primo scisma nell'anno 2003 con il distacco dall'organizzazione del M° Kenjiro Yoshigasaki a cui era stata affidata la conduzione della gestione dell'insegnamento e della diffusione dello Shin Shin Toitsu Aikido in Europa. Attualmente (anno 2008) hanno seguito il M° Yoshigasaki la maggioranza dei Dojo europei dove il maestro esercitò prevalentemente la propria influenza: pochissimi furono nel resto del mondo i Dojo che lasciarono la "Ki Society" per aderire a questa nuova organizzazione.
 A questa nuova associazione internazionale aderì anche la Ki No Kenkyukai Italia.

### Anno 2004: Iwama Shin-Shin Aiki Shuren-kai Shin-Shin Aiki-juku
Alla morte del M° Morihiro Saito avvenuta nel maggio 2002, il figlio Hitohiro succedette a tutti gli effetti nella guida della scuola paterna. Il maestro Morihiro Saito, quando era in vita, era sempre riuscito a mantenere la scuola del proprio stile personale sotto l'egida dell'Aikikai Foundation nonostante avesse da tempo generato, oltre ad una sua specifica didattica, anche una sua propria gerarchia di gradi dan denominata "Iwama Ryu", completamente separata e distinta dalla gerarchia ufficiale dei gradi rilasciati dall'Hombu Dojo Aikikai. È un dato di fatto che nel conferire i gradi Iwama Ryu della gerarchia da lui generata, il maestro Morihiro Saito si firmava come "Iwama Takemusu Aikikai Kaicho" attribuendosi lo stesso appellativo kaicho che tradizionalmente l'Aikikai Foundation riservava al proprio Fondatore nella persona di Ueshiba Morihei.
Alla morte del padre il figlio Hitohiro Saito si avviò a proseguire la conduzione della scuola paterna mantenendo queste prerogative che il padre si era di fatto conquistato, ma il Doshu Moriteru Ueshiba pose immediatamente il proprio veto irrevocabile non solo al mantenimento di un separato lignaggio Iwama Ryu da parte della scuola Takemusu Aiki che si teneva nella sede Aikikai della cittadina di Iwama, ma revocò al figlio anche le altre prerogative che erano state invece concesse di fatto al padre: soggiornare nella residenza di Iwama assumendone la custodia ed utilizzare il Dojo Aikikai della città di Iwama come sede della scuola "Takemusu Aiki".
Queste condizioni imposte dal Doshu Moriteru Ueshiba ad Hitohiro Saito furono all'origine dell'insanabile spaccatura verificatasi nella scuola Takemusu Aiki Iwama Ryu con il distacco dall'Aikikai Foundation di Hitohiro Saito seguito da quella parte della scuola paterna che lo aveva accettato, mentre un'altra parte restava sotto il controllo dell'Hombu Dojo di Tokyo e del Doshu Moriteru Ueshiba.
Nel febbraio 2004 Hitohiro Saito dà vita ad una nuova federazione internazionale, la Iwama Shin-Shin Aiki Shuren-kai Shin-Shin Aiki-juku anche denominata più brevemente Shinshin-Aiki Shurenkai, con la missione di preservare e diffondere nel mondo le tecniche e la didattica fondata da Morihiro Saito, basata sull'equivalenza del Tai-jutsu, del Jo e del Ken.
Questa nuova federazione si colloca totalmente al di fuori dall'Aikikai Foundation portando con sé una consistente parte della scuola "Takemusu Aiki Iwama Ryu" fondata dal M° Morihiro Saito, mentre la parte restante è assorbita nei ranghi dell'Hombu Dojo Aikikai che affida la responsabilità della conduzione dell'Ibaraki Dojo di Iwama al M° Hiroshi Isoyama, 8° dan dell'Aikikai Foundation.